# Collection Gallizia
Pour les articles homonymes, voir Gallizia.
Le Fonds Gallizia créé en 2004 par Alain-Dominique Gallizia, contient plusieurs collections d'Art du Graffiti sur toile.
Par de nombreuses expositions, dont Tag au Grand Palais en 2009 (collection Amour) ou Pressionnisme à la Pinacothèque de Paris en 2015 (collection vintage), le Fonds permet la découverte d’œuvres récentes et d'époque, la plupart inédites.
Ces actions permanentes ont fortement contribué à la reconnaissance de l'Art du Graffiti comme un des derniers mouvements picturaux du XXe siècle.
Alain-Dominique Gallizia, expert et curateur, donne des conférences sur cet art et conseille les collectionneurs et les fonds d'art contemporain.
Il a reçu la médaille des Arts et des Lettres des mains de Jack Lang, ancien Ministre de la Culture et premier homme à avoir introduit cet Art dans un musée français, celui des Monuments Nationaux de Paris, en 1991.

## Description
Le fonds présente l’art contemporain du graffiti, sans exclure le tag, simple paraphe de l'artiste.
La collection s'intéresse davantage aux formes plus élaborées de signatures, enchaînement de lettres, remplissage d’écriture et création de figures.
Cet art du graffiti, composante de l'art urbain, développé sur toile dès 1970, est un mouvement artistique complet, que le créateur de cette collection nomme Pressure Art, l'art sous pression ou Pressionnisme.
Le fonds se compose de plusieurs collections :

### CollectionAmour
Cette partie de la collection présente la particularité d'être réalisée dans une triple unité.
- Unité de format : une double toile horizontale mesurant 60 × 360 cm une fois déployée ;
- Unité de lieu : toutes les toiles ont été réalisées dans l'atelier de la collection ;
- Unité de thème : sur la toile de gauche, la signature de l'artiste et sur celle de droite, sa vision de l'amour.

Cette série compte en décembre 2017 cent soixante dix huit artistes, tous pays et toutes générations confondus.

### CollectionRammellzee
Issue d'une amitié entre Rammellzee (1960-2010) et Alain-Dominique Gallizia, cette partie de la collection rend un hommage posthume à cet important peintre et rappeur.
Les œuvres recueillies illustrent la diversité des styles (collages, peinture aérosol…) et est représentative de la carrière de l'artiste, jusqu'à sa mort avant laquelle Rammellzee a demandé à venir faire sa dernière toile à l'atelier, la Ruche du Tag.

### Collectionvintage
Dans une démarche historique, cette collection conserve les tableaux et les esquisses d'époque des plus grands pionniers américains et européens des années 1970 et 1980.

### L'atelier de «la Ruche du Tag»
L'ancien atelier de serrurerie acquis par Alain Dominique Gallizia pour y installer ses bureaux et quelques œuvres s'est transformé en atelier d'artiste.
Lorsque le premier, Jean-Luc Duez, y tague le mot « Amour », Alain-Dominique Gallizia décide d’illustrer ce thème par un tableau : il met toiles et bombes à disposition des artistes et ce sera le début de la Collection Amour, collecte des plus grands artistes internationaux.
Marqué par le passage de ces artistes, ce lieu est depuis appelé « la Ruche du Tag », lieu de création et de rencontre pour les artistes et sur demande, entre le public et cet art.

## Expositions

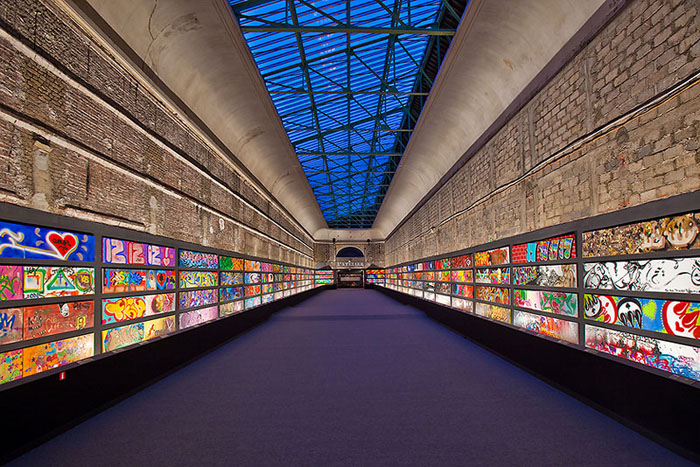
Exposition « Tag au Grand Palais », 2009.

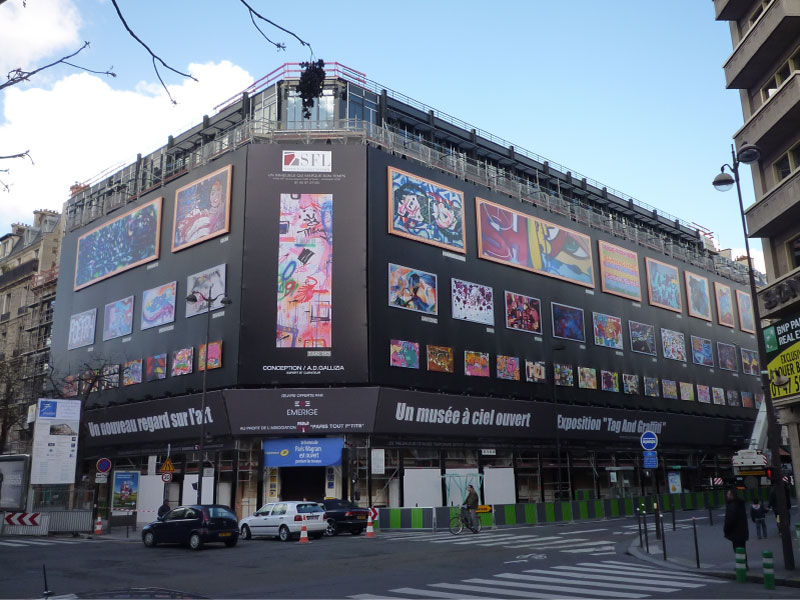
Exposition « Un musée à ciel ouvert », rue de Prony et avenue de Wagram à Paris, 2010.

### Festival Codex: «L’écriture dans tous ses états», pôle «Calligraffiti»[3]
À la Grande halle de la Villette, du 11 au 12 octobre 2008. Alors que ce festival avait pour but de sensibiliser un public de 5 à 25 ans à la lecture, les visiteurs pouvaient découvrir une partie de la collection réunissant les pionniers américains et français.

### «Tag au Grand Palais»
Entre mars et mai 2009, la collection présente la série Amour à l'exposition « Tag au Grand Palais » au Grand Palais à Paris en regroupant trois cents toiles d’artistes du monde entier réalisées sur un même format (une double toile de 180 × 60 cm), un même thème (« l’amour ») et réalisées dans un même lieu (l’atelier « la ruche du Tag »). L’événement attire plus de quatre-vingt mille visiteurs en cinq semaines.

### «Un musée à ciel ouvert»
De mars à juin 2010, avec le soutien de Laurent Dumas, de la société Emerige, ce projet permet au « musée de descendre dans la rue » et de toucher directement son public. Des reproductions d’œuvres des plus grands artistes internationaux sont accrochées sur une bâche recouvrant un immeuble en chantier. Durant trois week-ends, des artistes peignent sur place. Ces œuvres sont ensuite vendues au profit de l’association « Paris tout P’tits », œuvrant pour les mères les plus démunies.

### «L’Art du Graffiti: quarante ans de Pressionnisme»
De juillet à août 2011, sous le haut patronage d'Albert II de Monaco, l’exposition célèbre les quarante ans du graffiti sur toile sous le nom de « Pressionnisme » forgé par Alain-Dominique Gallizia, en réunissant plus de quatre cents œuvres d’artistes représentatifs du street art, de tout pays et de toutes générations, au Grimaldi Forum de Monaco. La terminologie est dérivée de la terminologie américaine « pressure art », désigne depuis les années 1970 cet art né dans la rue avec l'arrivée de l'aérosol. Il exprime la pression de l'aérosol et les artistes travaillant sous pression dans un cadre illicite. Le suffixe en -isme anoblit et francise la terminologie anglaise.

### «L'Art du Graffiti fait son entrée à l'Hôtel de Matignon»
Douze œuvres ont été mises à disposition de l'Hôtel Matignon, à la demande de M. et Mme Jean-Marc Ayrault de 2013 à 2015
L'inauguration officielle a eu lieu le samedi 13 juillet 2013 lors de l'organisation d'un pot convivial à l'Hôtel de Matignon, en présence des artistes.

### «Le Pressionnisme»
De mars à octobre 2015 « Le Pressionnisme : 1970-1990 », les chefs-d’œuvre du graffiti sur toile de Basquiat à Bando, est présenté à la Pinacothèque de Paris.
Plus de cent tableaux et esquisses de la Collection Vintage ont été exposés pour mettre en lumière la naissance et l'évolution de ce mouvement, mal identifié par l’histoire officielle de l’Art.

### «Pressionism, graffiti masterpieces on canvas»
- Janvier à juin 2016 : Exposition au Fort Canning Museum de Singapour de plus de cent tableaux et esquisses des pionniers américains de cet art, issus de la Collection Gallizia Vintage.

### «Graffiti Art - Tableaux de Légende»
- Avril à septembre 2016 : L’Institut Culturel de Bordeaux, à l'initiative de son président, Bernard Magrez, accueille une cinquantaine d'œuvres de la Collection Gallizia Vintage au château Labottière.

### «Musée du Street Art et du Graffiti»
- Septembre 2017 à mars 2018 : L’Aérosol, à l'initiative de David Benhamou (Maquis-art), présente dans son musée plus d'une trentaine d'œuvres d'époque de la Collection Gallizia Vintage.

### «Rammellzee, Racing for Thunder»
- Juillet à août 2018 : Exposition rétrospective de l'oeuvre de Rammellzee au Red Bull Museum de New-York, curatée par Max Wolf, avec le prêt de douze oeuvres majeures de la Collection Rammellzee.

### «Rétrospective Rammellzee»
- Octobre à novembre 2018 : Exposition à la Lazinc Gallery de Londres, avec Alexandrina Pereira, à laquelle participe le Fonds gallizia en prêtant une dizaine d'oeuvres majeures de l'artiste.

### «Conquête urbaine - Street Art au Musée»
- Avril à novembre 2019: Exposition au Musée des Beaux Arts de Calais. Prêt d'oeuvres d'époque de la Collection Gallizia Vintage.

### «Exposition de Graffiti sur l'eau»
- A partir de mai 2019 : Prêt d'oeuvres de la Collection Vintage et Rammellzee à Fluctuart, à l'initiative de Nicolas Laugero Lasserre.

### «Basquiat et le monde du Hip Hop»
- Octobre 2020 à juillet 2021 : Aide à la curation et prêt d'oeuvres de la Collection Vintage et de la Collection Rammellzee au Musée des Fine Arts de Boston, à l'initiative de Liz Munsell.

L'exposition devait s'appeler "Basquiat-Rammellzee et présenter à l'origine 25 tableaux des deux Maîtres, mais au dernier moment la confrontation directe n'a pu être maintenue.

### «HIP-HOP 360»
- De décembre 2021 à juillet 2022 : Prêts d'oeuvres de la Collection Vintage et Rammellzee, à la Philarmonie de Paris.

### «Exposition d'Art Contemporain»
- 2022 : Prêt d'oeuvres de la Collection Rammellzee au Musée d'Art Contemporain de Rome.

### «Rammellzee - Ransom Notes -Selected artwork»
- Avril à juin 2022 : Prêt d'oeuvres de la Collection Rammellzee au Kunsthall Museum de Stockolm, pour la rétrospective de l'oeuvre peinte de Rammellzee.

### «Capitale(s)»
- Octobre à juin 2022 : Prêt d'oeuvres de la Collection Vintage, esquisses et tableaux, à l'exposition à la Mairie de Paris, curatée par Elise Herskowicz, Marko 9.3 et Magda Danysz.

### «Rammellzee»
- 2023 : Prêt d'oeuvres de la Collection Rammellzee à Jeffrey Deitch pour la rétrospective des oeuvres de l'Artiste

### «La Morsure des Termites»
- Octobre 2023 à janvier 2024 : Prêt d'oeuvres de la Collection Vintage et Rammellzee au Palais de Tokyo pour l'exposition curatée par Hugo Vitrani.

### «Aerosol, une histoire de graffiti»
- Juin à septembre 2024 : Prêt d'oeuvres de la Collection Vintage, esquisse et tableaux, au Musée des Beaux Arts de Rennes, pour l'exposition curatée par Claire Calogirou, Nicolas Gzeley, claire Lignereux et patrice Poch.

### «Rammellzee - Alpha Beta Sigma»
- 2024 : Prêt d'oeuvres de la Collection Rammellzee au Palais de Tokyo, pour l'exposition rétrospective des peintures, sculptures et costumes de l'artiste, curatée par Hugo Vitrani.

### Expositions-ventes caritatives
- « Tableaux de maîtres » du 15 au 18 février 2013 au Palais de Tokyo. Une nouvelle fois, SOS Racisme, Alain-Dominique Gallizia et Pierre Bergé se sont réunis le temps d'une exposition. Les plus grands artistes internationaux ont été rejoints par la nouvelle vague brésilienne mise à l'honneur. La soixantaine de toiles commandées par l'occasion ont été exposées pendant trois jours avant la vente aux enchères au profit de SOS Racisme.

- « Empreintes urbaines », soutien à SOS Racisme : du 28 au 30 mai 2011, à l’initiative de SOS Racisme, quatre-vingt-quatre grands artistes internationaux du Street Art, réunis autour du thème de « Touche pas à mon pote », exposent leurs œuvres au Conseil économique et social au palais d’Iéna à Paris[9] et organisent une vente aux enchères caritative. Trois-quarts du produit de la vente sont versés au profit de SOS Racisme, et un quart aux artistes.

- « Affordable Art Fair » : prônant l’art contemporain accessible à tous, AAF est le premier réseau de foires d’art contemporain installées dans près de dix villes à travers le monde. L’événement invite la collection Gallizia à participer à ses éditions parisienne à la Halle Freyssinet du 27 au 30 mai 2010, et bruxelloise à Tour et Taxis du 25 au 28 février 2011.

- « Tag et graffiti : soutien à l’association Paris Tout P’tits » : le 17 novembre 2010, à la suite de l'événement « Musée à ciel ouvert » de l'avenue de Wagram et avec le concours d’Artcurial, quatre-vingts toiles sont réalisées à l'hôtel Marcel Dassault à Paris et mises en vente au profit de l'association « Paris Tout P’tits » pour la distribution d’aide alimentaire et hygiénique aux bébés de familles démunies[10].

- « T.A.G. les lettres de noblesse » : du 13 au 15 février 2010, une cinquantaine de toiles sont commandées par SOS Racisme aux plus grands artistes internationaux du tag et du graffiti sur le slogan « Touche pas à mon pote » de l’association. Cinq mille visiteurs fréquentent cette exposition gratuite qui se tient au palais de Tokyo à Paris[11]. L’événement est clôturé par la vente de ces œuvres sous la direction de Pierre Bergé & Associés où 275 000 € ont pu être récoltés au profit de l’association SOS Racisme.

- Piscine Molitor : une vente caritative est organisée à la piscine Molitor en 2008 au profit de l’Institut Gustave-Roussy, premier centre de soins, de recherche et d’enseignement en cancérologie d’Europe.

## Collaborations
- Cobranding avec la bagagerie Tumi : en 2011, la marque Tumi approche la collection Gallizia dans l’idée d’habiller sa nouvelle gamme de valise « Vapor », celle-là prête alors quelques toiles. Ainsi, les bagages arborent des œuvres du célèbre artiste américain CRASH[12].
- Tableaux pour Figaro Madame[réf. nécessaire] : Toxic et Ash.
- Ambassade des États-Unis en France : Charles Rivkin, ambassadeur des États-Unis en France, amateur de graffiti, commande en 2010 une toile destinée à décorer son ambassade. La collaboration de l'artiste américain Quik et du français Fenx donne la toile intitulée Oui, we can ! qui est conservée dans les bureaux du commanditaire.

### Articles
- Article sur L'Express - Exposition TAG au Grand Palais (26 mars 2009)
- Article dans le New-York Times - Exposition TAG au Grand Palais (6 avril 2009)
- Article dans le New-York Times - Exposition TAG au Grand Palais (9 juin 2009)
- Article dans Nice Matin - Exposition « L’Art du graffiti - 40 ans de Pressionnisme » (20 juillet 2011)
- Article sur Le Point - Exposition « L’Art du graffiti - 40 ans de Pressionnisme » (5 août 2011)

### Reportages
- Reportage sur France 3 - Musée à ciel ouvert, Wagram, Paris (17 avril 2010)
- Reportage sur Télématin - Visite de l’atelier à Boulogne (28 avril 2010)
- Reportage sur Télématin - Visite de l’exposition à Monaco (10 août 2011)
- Reportage sur France 3 - Visite de l’exposition à Monaco (4 août 2011)
- Reportage radio IDFM, radio Enghien - Présentation de l’exposition-vente  « Empreintes Urbaines » (28 mai 2011)